# Замок Эйлен-Донан
Замок Э́йлен-До́нан (англ. Eilean Donan [ˌelənˈdɒnən] или [ˌelənˈdoʊnən]; гэльск. Eilean Donnain, дословно — «остров Донана») — шотландский замок, который расположен на небольшом скалистом приливном острове Донан, лежащем во фьорде Лох-Дуйх, в Шотландии. Один из самых романтичных замков Шотландии, он славится своим вересковым мёдом и интересной историей.

## История замка

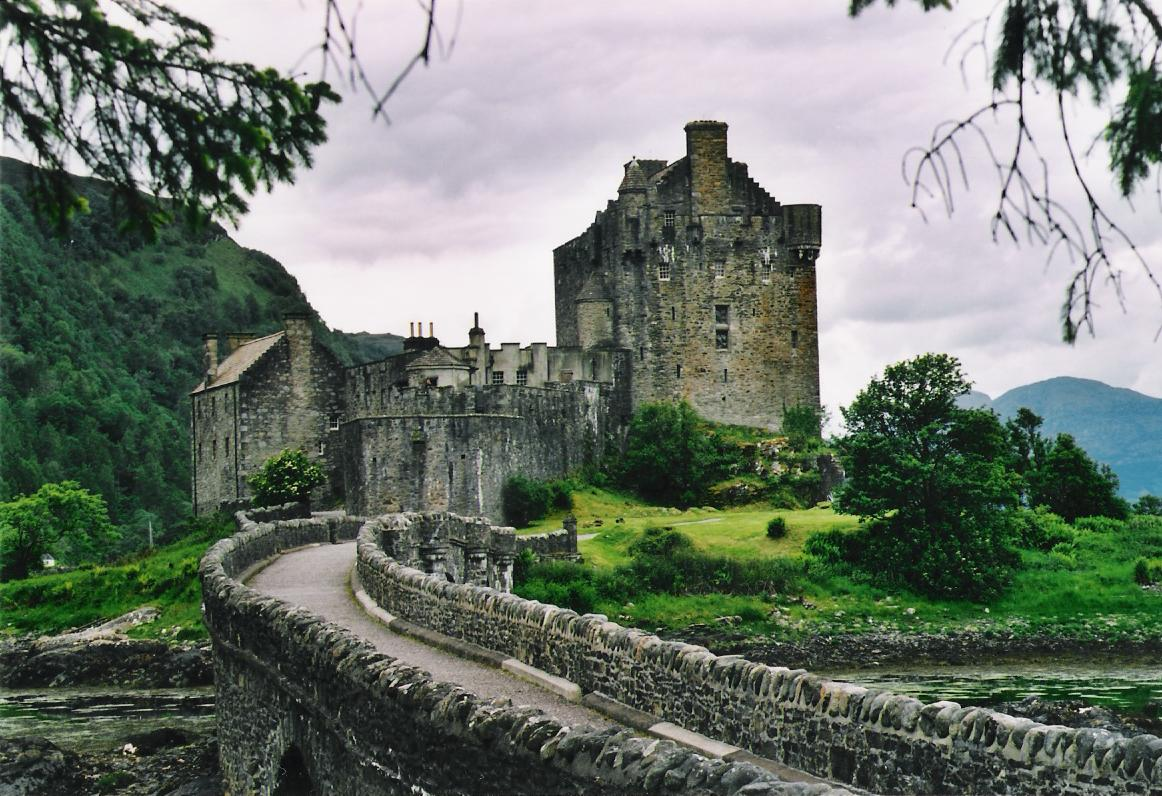
Эйлен-Донан

Название замка произошло от имени монаха-отшельника Донана, который жил на острове в VII веке.

В XIII веке, во время правления короля Александра II, на острове была построена первая крепость. В 1263 году Александр III передал замок во владение Колину Фицджералду (члены клана Маккензи считают его своим родоначальником) в качестве награды за доблесть во время битвы при Ларгсе. В этом сражении был побеждён норвежский король Хокон IV и в результате к Шотландии были присоединены Гебридские острова и остров Мэн. С той поры Эйлен-Донан оставался важнейшей крепостью МакКензи вплоть до 1719 года, когда замок был разрушен. В 1911 году Джон Мак-Рэй-Гилстрап (англ. John Macrae-Gilstrap) купил замок и начал проект реставрирования. Спустя 20 лет проект был закончен. В 1983 году клан МакРэй начал благотворительную деятельность. По сей день клан МакРэй живёт в шести комнатах, отведенных для них в замке.

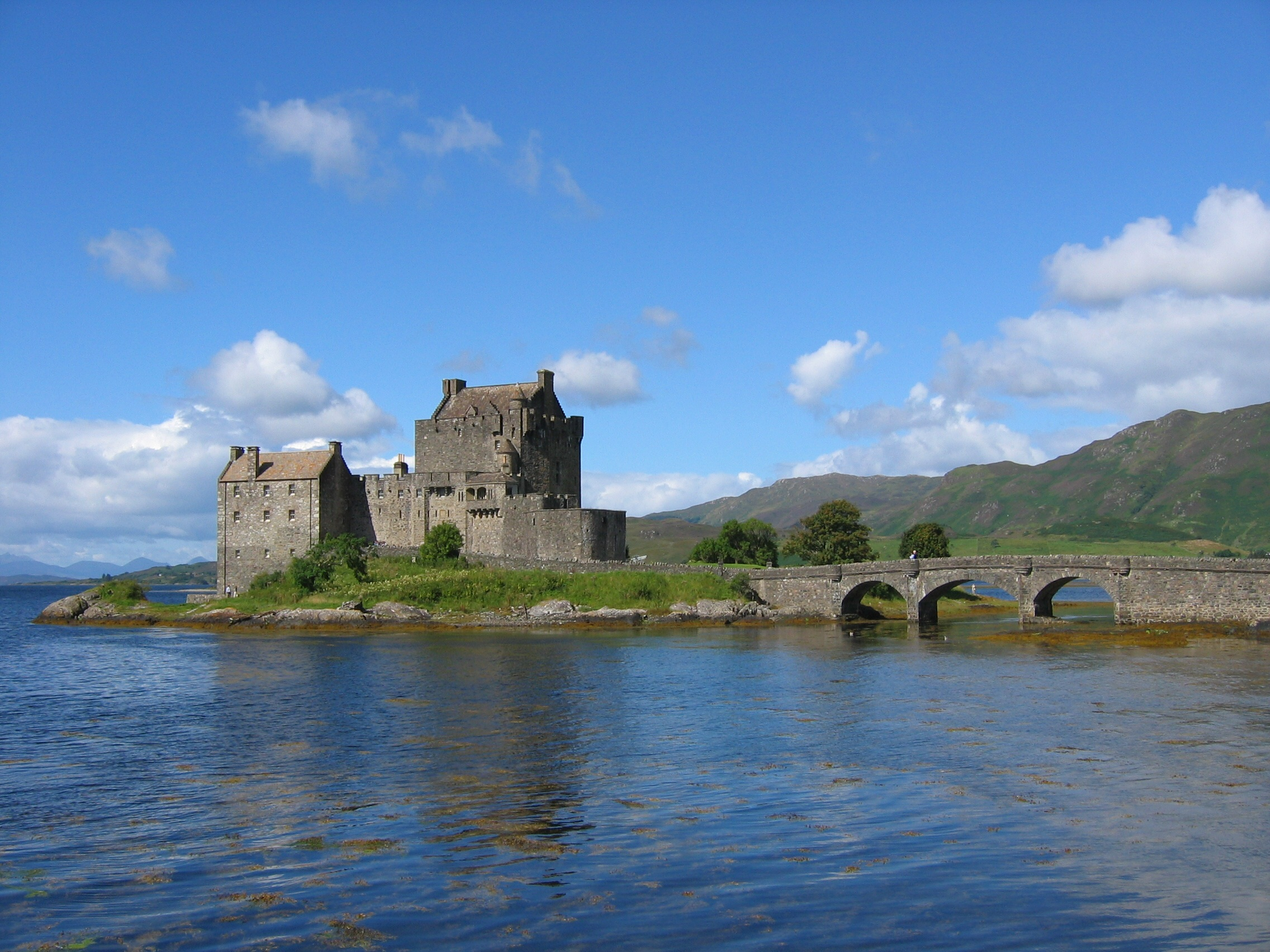
Эйлен-Донан

## Появление в фильмах
В замке проходили съемки фильмов: «Призрак едет на Запад» (1935), «Хозяин Баллантрэ» (1953), «Горец» (1986), «Мио, мой Мио» (1987), «И целого мира мало» (1999), «Друг невесты» (2008), «Чужестранка» (2014).